# Малиев, Николай Михайлович
Николай Михайлович Малиев (1841 — 1919) — основатель кафедры анатомии Томского университета, профессор Казанского, Томского и Санкт-Петербургского университетов.

## Биография
Из семьи приходского священника. Окончил с отличием Медико-хирургическую академию в Петербурге (1864). Защитил диссертацию «Материалы для сравнительной антропологии» на степень доктора медицины (1874). Работал в Казанском университете (с 1875) вначале прозектором, затем — приват-доцентом (1885—1888) при кафедре физиологической анатомии. Во время работы в Казанском университете неоднократно выезжал в экспедиции для антропологического изучения черепов удмуртов, башкир, марийцев, коми-пермяков и представителей других народностей. Создал выдающуюся краниологическую коллекцию (695 черепов людей разных национальностей) в анатомическом музее Казанского университета. Избран членом-корреспондентом Парижского антропологического общества (1882).
Назначен экстраординарным профессором (1.7.1888), ординарным профессором (1.1.1889) по кафедре нормальной анатомии Императорского Томского университета. С первых дней работы в Томске приступил к организации кафедры и подготовке её к началу учебного года. На первом этаже учебного корпуса был устроен секционный зал, комнаты для инъекций трупов и хранения анатомических препаратов. На втором этаже были размещены анатомический музей, кабинет профессора и оборудована аудитория на 75 человек. В 1889 — избран заместителем председателя общества естествоиспытателей и врачей в Томском университете и назначен редактором «Известий Императорского Томского университета». Был секретарём Совета (деканом) медицинского факультета (1890—1895). Передал кафедре анатомии около 200 книг и журналов по анатомии (1896). Внес большой вклад
в создание анатомического музея университета. Был искусным препаратором и за время работы в Томском университете создал большую коллекцию анатомических препаратов (597 экземпляров), которые были размещены в музее. Ушёл в отставку по выслуге 30 лет (1897), но продолжал читать лекции в университете. Работал в Санкт-Петербургском университете приват-доцентом кафедры зоологии, сравнительной анатомии и физиологии (1897—1916). Николай Михайлович Малиев умер 20 января 1919 г. в Петербурге.